# Svijanský Máz
Svijanský Máz 11 % je světlý ležák, který se vyrábí v Pivovaru Svijany. Jedná se o v současné době nejprodávanější pivo tohoto pivovaru. Proto bývá též označován za vlajkový produkt pivovaru.[zdroj?]
Pivo není pasterované, je čtyřikrát chmelené a vyrobené tradičním technologickým postupem obvyklým pro výrobu českého piva. Obsah alkoholu činí 4,8 % objemových procent. Má lehce tmavší zlatou barvu a hustou bohatou pěnu, která dobře drží. Jeho vůně je sladová, lehce máslová a kořenitá. Minimální trvanlivost se udává 180 dní.

## Historie
Pivovar Svijany byl založen již před rokem 1564. Svijanský Máz se zde začal vyrábět v roce 1998, kdy nově vznikla společnost Pivovar Svijany s.r.o.,
aby zaplnil mezeru mezi slabšími desetistupňovými pivy a silnějšími dvanáctkami (ležáky).

## Suroviny
Svijanské pivo se vaří ze základních surovin: vody, ječného sladu, žateckého chmele, chmelových extraktů a isoextraktu, cukru a kvasnic. Voda, která se používá při vaření tohoto piva, odpovídá svým složením kojenecké vodě. Slad se nakupuje z okolních sladoven a žatecký chmel se pěstuje na vlastních chmelnicích v úštěcké oblasti. Jedná se o nepřešlechtěnou odrůdu žateckého chmele – Osvaldův klon 72.

## Výroba
Svijanský pivovar produkuje pivo klasickou technologií českého piva plzeňského typu. Všechna svijanská piva se vyrábějí stejným technologickým postupem, který se nazývá dvourmutový způsob vaření. Pivo se plní do různých druhů obalů (skleněné láhve 0,5 a 1 l, hliníkové plechovky 0,5 a 2 l, Keg sudy a party soudky).

## Senzorické hodnocení
Svijanský Máz má živou kvasovou vůni a hustou pěnu, jeho barva je světlá. Chuť je sladová, poměrně plná, se střední hořkostí a lehce bylinnými tóny, celkem dost sladká. Říz je nižší, jemný.

## Ocenění
- 1. místo – světlý ležák; Pivo roku 2007 České Budějovice
- Výrobek Libereckého kraje 2004; KÚ Liberec
- Jedenáctka roku (2002); Sdružení přátel piva